# 浜田町 (福島市)
浜田町（はまだちょう）は、福島県福島市の町名。丁番を持たない単独町名である。郵便番号は960-8107。

## 地理
市の本庁所管にあたる中央東地域に属し、中心市街地の東部に位置する。東西は福島市道腰浜町桜木町2号線（福島県立福島東高等学校・福島大学附属中学校東側境界）から福島市道108号仲間町春日町線にかけての約560m、南北は国道114号から福島市道桜木町腰浜町線（福島大学附属幼稚園北側境界）にかけての約330mの範囲を町域とする。北で五老内町、北東で桜木町、東で腰浜町、南で東から上浜町と豊田町、南西で仲間町、西で松木町、と隣接する。上町に所在する 福島警察署及び天神町に所在する福島消防署のそれぞれ管轄にあたる。町内は学校施設が複数置かれ、住宅地が広がる。

## 歴史
1940年代に従来の大字腰浜を廃し、地番呼称変更が行われ設置された。1964年に住居表示が実施され現在に至る。

## 世帯数と人口
2021年（令和3年）10月31日現在の世帯数と人口は以下の通りである。
| 町丁   | 世帯数  | 人口  |
| ------ | ------- | ----- |
| 浜田町 | 189世帯 | 316人 |

## 小・中学校の学区
市立小・中学校に通う場合、学区は以下の通りとなる。
| 番地 | 小学校                 | 中学校                 |
| ---- | ---------------------- | ---------------------- |
| 全域 | 福島市立福島第二小学校 | 福島市立福島第二中学校 |

## 交通

### 鉄道
- 域内に鉄道施設は無い。

### 道路
- 国道4号北町バイパス
- 国道114号渡利バイパス
- 福島市道108号仲間町春日町線
- 福島市道豊田町八島町線（旧奥州街道・旧国道4号・旧電車通り）

### バス
福島交通路線バス
- 豊田町（3番ポール）/成蹊高校（1番ポール）
  - わたり病院前経由南向台団地行 / ヘルシーランド・東浜町経由福島赤十字病院行 / 南向台循環渡利先回り / 東浜町経由福島赤十字病院行 / 飯野町行

## 施設
- 福島県立福島東高等学校
- 福島大学附属中学校
- 福島大学附属幼稚園
- 福島市立福島第二小学校
- 農林水産省東北農政局福島地域センター
- ヨークベニマル浜田店